# Martin Petiška
Martin Petiška (* 27. března 1951, Praha, pseudonym Eduard Martin, Eduard P. Martin nebo Martin P. Edwards) je český spisovatel, básník, dramatik a vydavatel, syn spisovatele Eduarda Petišky.
Je autorem více než devadesáti titulů. Celkové náklady jeho knih přesáhly hranici několika set tisíc výtisků a byly přeloženy do několika jazyků. V současné době vycházejí také jako audioknihy a elektronicky v edici vybraných spisů Martina Petišky, z nichž jsou některá k dispozici zdarma ke stažení a patří k nejstahovanějším ebookům v Google books.

## Studia
Základní a střední školu vychodil v Brandýse nad Labem, kde také v roce 1969 maturoval. Od dětství mohl poznávat široký okruh otcových přátel (Jiří Kolář, Bohumil Hrabal, František Hrubín, Jaroslav Seifert, Jiří Šlitr, Jan Grossman, Emanuel Frynta, František R. Kraus, Josef Nesvadba, ad.) a připravovat se tak na literární dráhu. Později studoval na Filozofické fakultě Univerzity Karlovy. srovnávací literatury (prof. Václav Černý, prof. Karel Krejčí, doc. Josef Čermák) spolu se studiem slovanských jazyků (ruština, bulharština, polština). Když byla katedra srovnávacích literatur z politických důvodů zrušena, přestoupil na katedru dějin a teorie divadla / prof. František Černý, prof. Miroslav Kouřil, docentka orientálního divadla Dana Kalvodová /. Studium ukončil doktorátem v roce 1976 prací "F.X.Šalda – teoretik divadla".

## Život, tvorba, dílo
| „ | Eduard Martin má fantasii, kterou obdivuji… | “ |

Josef Nesvadba.
| „ | Děkuji panu spisovateli Eduardu Martinovi za jeho malebné a pestré příběhy lidí, které nás v nich obklopují doprovázeny anděly. Rád si v nich čtu a těším se na další. | “ |

Dominik Duka
| „ | Úvahy Martina Petišky přinášejí moudrá zamyšlení nad lidskými cestami a jejich smyslem.. | “ |

Tomáš Baťa ml..

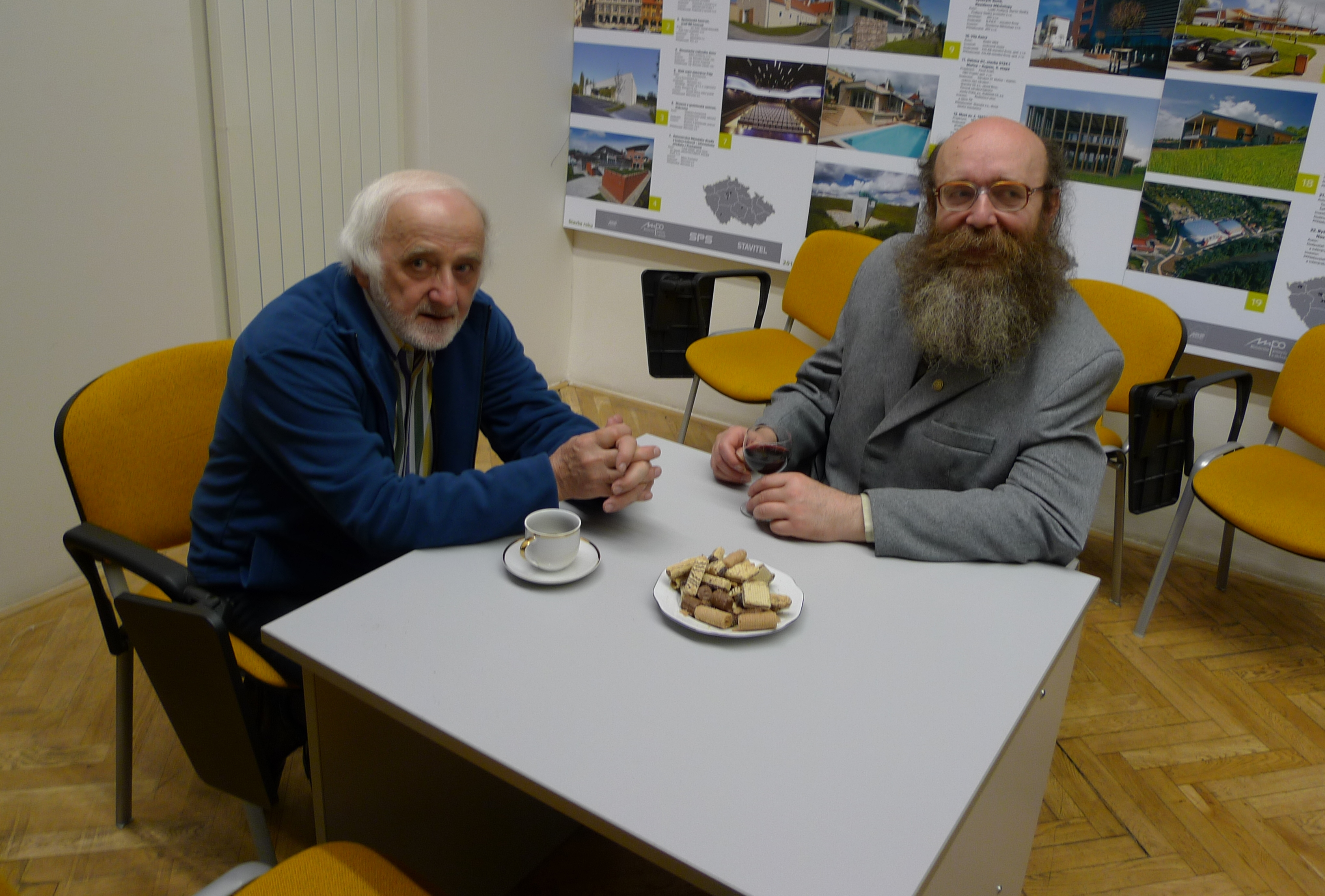
Martin Petiška a Karel Vilgus v květnu 2011

Už během studií začal Petiška psát divadelní hry (Synové a dcery, Černobílý večer, Tři japonské hry o lásce), psát prózu i verše (sbírka veršů Můj Faust, 1975). Po dostudování se věnoval jak psaní divadelních her, scénářů, tak i psaní veršů (Nespálené deníky 1980, Báj o Omarovi, 1987, Můj Faust,...), divadelních her (Podivuhodná událost v podivuhodné rodině, 1980, tiskem i premiéra...) a próz (řada knih z oblasti sci-fi byla zahájena svazkem povídek Největší skandál v dějinách lidstva 1984, v redakci Iva Železného)..
Pro rozhlas vytvořil na 600 prací různých žánrů, od reportáží až po rozhlasové hry pro děti ("Veliký diamant", o životě cestovatelů Emila Holuba a Čeňka Paclta nebo hru "Oblak a meč" o antických dětech v době katastrofy v Pompejích), pro redakci Svobodné Evropy připravil na stošedesát zamyšlení. Spolupracoval i s československou televizí a filmem.
Po revoluci se věnoval svému nakladatelství Martin, ve kterém se zaměřil především na vydávání knih v cizích jazycích (knihy v deseti jazycích, mezi nimi i japonsky a arabsky), česky vydal ve svém nakladatelství např. zpracování příběhů Starého zákona (Příběhy Starého Izraele) od svého otce Eduarda Petišky, nebo paměti Viktora Fischla, sekretáře Jana Masaryka, k jejichž napsání autora inspiroval.
Jeho zájem o výtvarné umění se projevil i v galerijní činnosti, několik let vedl největší soukromou pražskou galerii, která představila desítky umělců.
Po léta vydává pravidelnou řadu Almanachů českých šlechtických rodů (projekt na tuto rodopisnou řadu vypracoval s MUDr. Františkem Lobkowiczem) a Almanachů českých šlechtických a rytířských rodů.
Od sci-fi přešel k dílům ze současnosti (sbírka povídek: "Tatínku, má ďábel oči jako maminka?", román o klonování Ježíše Krista s názvem "Prorok?" s doslovem Tomáše kardinála Špidlíka a román o velké povodni: "Déšť"). Pokračoval také v psaní veršů, vydávaných v četných sbírkách (např. Srdečné pozdravy z Titanicu).
Jeho činnost v genealogické oblasti a v rotariánském společenství (byl prvním šéfredaktorem časopisu Good News), se projevila i v množství titulů, které se těchto dvou oborů jeho činnosti dotýkají (řada jeho publikací vydávaných knižně v angličtině a pojednávajících o Rotary ...anebo např. Heraldické eseje). Dlouhá léta působí v redakční radě revue Prostor, pro kterou napsal na osmdesát esejů.
Přednášel na katedře dějin a teorie divadla a na katedře bohemistiky Univerzity Karlovy a vyučoval na Univerzitě Jana Ámose Komenského tvůrčí psaní.
V současné době se jeho tvorba orientuje na smysl lidského jednání v rámci společnosti a jeho hodnocení. To se reflektuje v sérii čtenářsky oblíbených knih, vydávaných Karmelitánským nakladatelstvím.

## Ocenění díla
Jeho práce získala řadu cen. Z rukou Otty Habsburského přijal medaili Marie Terezie, byl vyznamenán cenou Tomáše Bati, cenou Paul Harris Fellow, oceněn medailí Franze Kafky, obdržel cenu AIEP za nejlepší detektivní povídku roku, cenu Havran. Je držitelem cen společnosti Sherlocka Holmese i Společnosti Agathy Christie. V roce 2015 mu byla udělena cena Jakuba Arbese a obdržel cenu Euro Pragensis Ars. V jubilejním roce 2021 obdržel za svou poesii literární cenu SIG, udělovanou mensou České republiky.

### Poezie
- Můj Faust (1975)
- Nespálené deníky (1980)
- Heraldické básně
- Báj o Omarovi
- Invocations of Light
- Česká kniha mrtvých
- Brandýský poutník
- Děkuji
- O cestách ke světlu
- Srdečné pozdravy z Titanicu

### Divadelní hry
- Synové a dcery (1975)
- Černobílý večer (1976)
- Tři japonské hry o lásce (1978)
- Podivuhodná událost v podivuhodné rodině (1981)[7]
- Jeden mladý muž z Jerusaléma
- Královské vteřiny
- Lásky mocných
- Obrazy z Napoleonova života
- Já, Charlotta, císařovna mexická

### Rozhlasové hry
- Veliký diamant
- Oblak a meč

### Próza

#### Andělská pentalogie
- Andělské vteřiny (5. dotisk)
- Andělé nás neopouštějí (3. dotisk)
- Andělské dopisy (dotisk)
- Andělské úsměvy
- Andělský kurz první pomoci

#### Andělská trilogie
- Neměj strach, řekl anděl (novinka)
- Andělská škola lásky
- Deník anděla strážného (novinka)

#### Trilogie andělské cesty
- Andělské cesty k nesmrtelnosti (dotisk)
- Andělské cesty ke zdraví
- Andělské cesty k omládnutí

#### Tři "andělské" knihy
- Kniha štěstí (dotisk)
- Kniha radosti (nové vydání, 2. dotisk)
- Andělská kniha zázraků (připravuje se)

#### Trilogie o babičkách
- Babičky a andělé (dotisk)
- Babičky jsou nejmoudřejší (dotisk)
- Babičko máme tě rádi

#### Rajská trilogie
- Haló, je tam Bůh?
- Chceš se dostat do ráje? (připravuje se)
- Schody do ráje

#### Trilogie o zvířátkách
- Tajný život koček
- Kočičí příběhy
- Tajný život psů

#### Vánoční trilogie
- Ježíšek pro mě (dotisk)
- Je tu přece Ježíšek (dotisk)
- Vánoční andělé zpívají (dotisk)

- Dědečku, máme tě rádi
- Srdečné pozdravy z Betléma (dotisk)

#### Knižnice "Nezoufejte!"
- Nezoufejte! Jsou ještě horší manželky než vaše
- Nezoufejte! Jsou ještě horší manželé než váš

#### Andělská pentalogie
- Andělské vteřiny / 4.dotisk 2012 /
- Kniha radosti / 2.dotisk 2012 /
- Andělé nás neopouštějí
- Andělské dopisy / dotisk 2012 /
- Schody do ráje /2010/

#### Andělská trilogie
- Andělské cesty k nesmrtelnosti/2011/
- Ježíšek pro mě /2011, dotisk 2012 /
- Babičky a andělé /2011/

#### Pentalogie Lidé z Modré galaxie
- Největší skandál v dějinách lidstva
- Manžel z Marsu
- Milenci našich žen
- Manželka z Venuše
- Milenky našich robotů

#### Trilogie Láska v Modré galaxii
- Půjčovna manželek
- Milostné zmatky královny krásy
- Co mají vědět ženy, aby byly milovány

#### Sága o profesoru Kesslerovi
- Vybraná tajemství profesora Kesslera
- Kniha upírů
- Andělé a démoni

#### Trilogie Svět plný tajemství
- Přízraky doktora Frankensteina
- Prorok / s doslovem Tomáše kardinála Špidlíka /
- Déšť

#### Tetralogie o radosti
- Děkuji
- Přeji z celého srdce
- Ve dvou jde vše líp
- Vše nejlepší

#### Pentalogie o vině a svědomí
- Vraždy a lásky v Hollywoodu
- Vraždy a lásky na Tahiti
- Satanův oltář
- Slečna smrt
- Sherlock Holmes na cestách

#### Rotariánská pentalogie
- The Art To Be A Rotarian
- Rotary Paths
- Rotary Rays
- The Shining Circle
- Rotariánské myšlenky

#### Heraldická pentalogie
- Heraldické eseje
- O starých českých rodech
- Čtyři čeští lvi
- Heraldické aforismy
- Slova o genealogii

#### Bohemika, pragensia
- Prague
- West Bohemia
- South Bohemia
- The Holy Infant Of Prague
- Beautiful Stories of Golden Prague / spolu s E. Petiškou /
- Tales Of The Castles Of The Kingdom Of Bohemia / spolu s E. Petiškou /
- Tales Of The Castles Of The Land Of Moravia / spolu s E. Petiškou /
- A Guide Of Mysterious Prague

#### Nezařazeno
- Slova do ticha / s předmluvou Tomáše kardinála Špidlíka /
- Slova o svítání
- Tatínku, má ďábel oči jako maminka?
- Osudy dobrého vojáka Švejka po druhé světové válce
- Píseň robota Amadea

## Citáty
| „ | Svět se příliš zrychlil, rozum vypádil tak divoce, že předběhl srdce a to zůstává v dálce, stále se rozumu vzdaluje, úpí a trpí | “ |

v knize ?Prorok??
| „ | František Lobkowicz má úředním výnosem mluvnicky nepochopitelné příjmení. Jeho rod se jmenoval po staletí „z Lobkowicz". Úřední změna posunula jeho příjmení do prvního pádu. Je to, jako by se někdo jmenoval „Jiří z Plzně" a najednou se musel jmenovat Jiří Plzně. | “ |

| „ | Šlechtické tituly jsou zrušeny. Záleží samozřejmě na tom, jestli se přizná úřadu právo brát historii rodině, jejíž kořeny sahají třeba hluboko do přemyslovských dob... | “ |